# Chahannao'er
Chahannao'er (kinesiska: 察汗淖尔, 察汗淖尔苏木) är en socken i Kina. Den ligger i den autonoma regionen Inre Mongoliet, i den norra delen av landet, omkring 350 kilometer sydväst om regionhuvudstaden Hohhot.
Genomsnittlig årsnederbörd är 581 millimeter. Den regnigaste månaden är juli, med i genomsnitt 113 mm nederbörd, och den torraste är januari, med 2 mm nederbörd.